# Р-5
 Тази статия е за балистичната ракета Р-5.  За самолета със същото име вижте Р-5 (самолет).  
Р-5 Победа е балистична ракета, разработена от СССР по времето на Студената война. Варианта Р-5М е известен с натовското си название SS-3 Shyster, а в номенклатурата на ГРАУ е 8K51.
Първоначално Р-5 е разработвана от ОКБ-1 като едностепенна ракета с разглобяема бойна глава. Р-5М е първата съветска ракета способна да носи ядрена бойна глава. Тази ракета може да пренася по-голям товар и е по-надеждна от предшественика си. Р-5М със своя обхват от 1200 km дава възможност на Съветския съюз да атакува стратегически цели в Европа (Р-5 се разглежда и като първата съветска стратегическа ракета). Р-5М е въведена в употреба на 21 май 1956 г. (изведена 1967).